# 주보 (수형도위)
주보(朱輔, ? ~ ?)는 전한 후기의 관료이다.

## 행적
지절 원년(기원전 69년), 수형도위에 임명되었다.

## 출전
- 반고, 《한서》 권19하 백관공경표 下

| 전임 우정국 | 전한의 수형도위 기원전 69년 ~ 기원전 66년? | 후임 공수 |